# Omán
Omán vagy hivatalos nevén az Ománi Szultanátus (arab: سلْطنةُ عُمان) Magyarországnál háromszor nagyobb területű ország az Arab-félsziget délkeleti peremén. Területéhez tartozik a Hormuzi-szorosra „felügyelő”, egykor Kalózpart néven ismert Muszandam-félsziget. Északnyugaton az Egyesült Arab Emírségekkel, délnyugaton Jemennel, nyugaton Szaúd-Arábiával és a Perzsa-öböllel, keleten az Arab-tengerrel, északon az Ománi-öböllel határos. 
A 19. században a régió legbefolyásosabb hatalma volt, amely még Zanzibárt is irányította. Főbb települései a tengerpart mentén sorakoznak. Lengyelországhoz hasonló mérete ellenére csak alig több mint 5 millió ember lakja (2022), akiknek kb. 60%-a ománi. Az egyetlen ország a világon, amelynek a 21. századig ibádita muszlim többségű volt a lakossága. Omán eddig elkerülte a szélsőséges iszlámhoz kapcsolódó erőszakot. 2021-ben a Global Peace Index alapján a világ 37. legbékésebb országa, és a Numbeo alapján 2025-ben az egyik legbiztonságosabb ország.
Államformája monarchia, uralkodója, a szultán abszolút hatalommal bír. Az 1970-ben vértelen palotaforradalommal trónra került, 2020 elején elhunyt Kábúsz szultán nevéhez köthető az ország egyesítése, teljes függetlenítése az Egyesült Királyságtól és gazdaságának, kultúrájának modernizálása. A kőolajvagyona következtében ma már a magas jövedelmű gazdaságok közé tartozik és Kábúsz politikájának köszönhetően a Perzsa-öböl térségének legmodernebb társadalmú és legszabadosabb államává vált. 

## Etimológia
Az ország mai területét Omana néven már Idősebb Plinius is említette a Krisztus utáni első században, ám tudósok valószínűnek tartják, hogy a név még ennél is régebbi. Plinius elsősorban Szuhar városát értette Omana alatt. A jelentése nem teljesen tisztázott, ám lehetséges, hogy azonos a jemeni Márib mellett található, hasonló nevű völgyével, ahonnét talán az ősi város alapítói származhattak. Egyik lehetséges magyarázat, hogy az Omán név lakott területre utal.

## Földrajza

### Domborzat
Az Arab-félsziget délkeleti részén elterülő ország sivár, lakatlan partszakasszal érintkezik az Arab-tengerrel és az Ománi-öböllel. Az ország északi részén a parttal párhuzamos Hadzsar-hegység, a déli parton a Kara-hegység keleti nyúlványai húzódnak. Területének nagy része sivatag. Legmagasabb pontja: Dzsebel-es-Sam, 3004 méter.

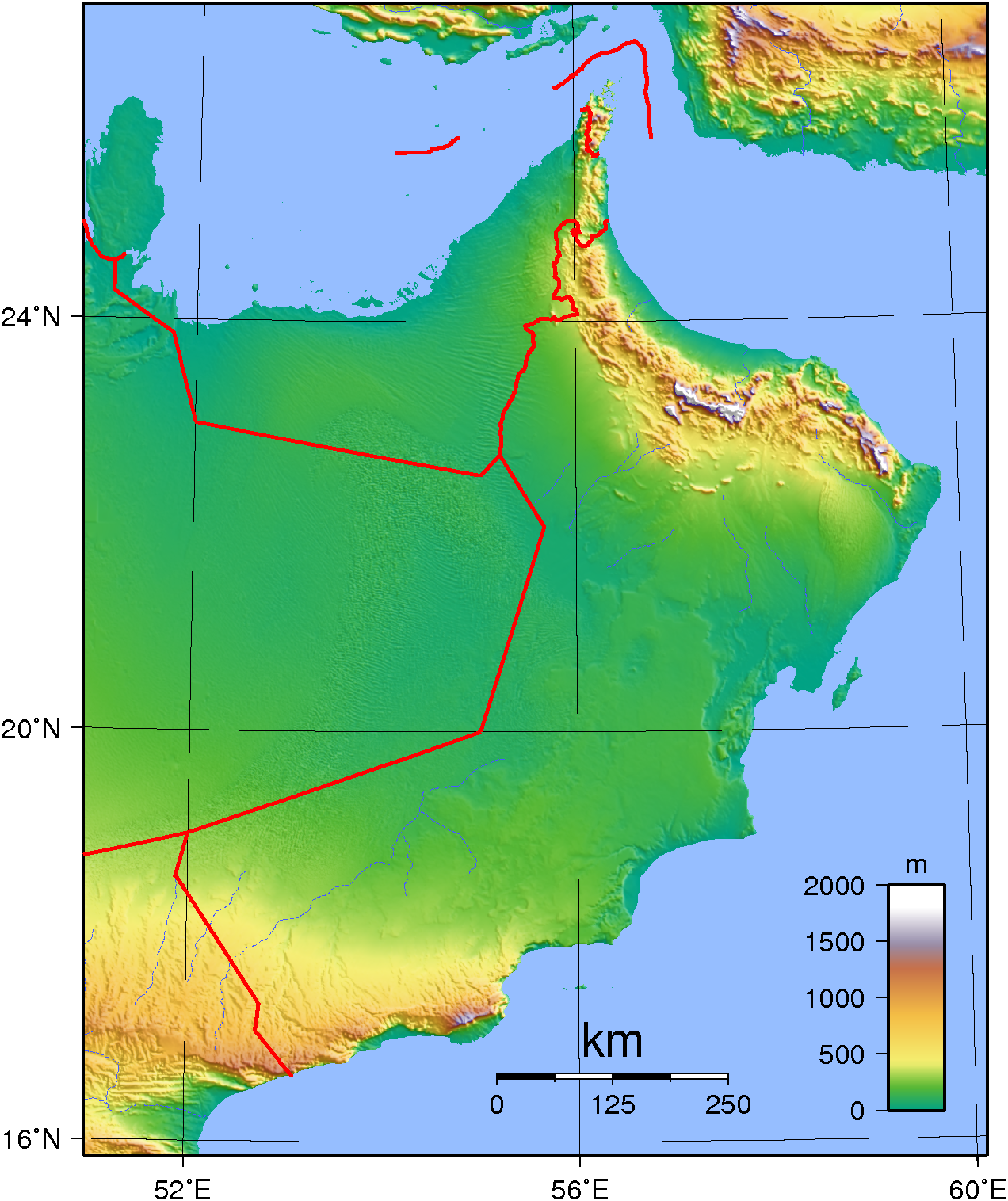
Omán domborzati térképe
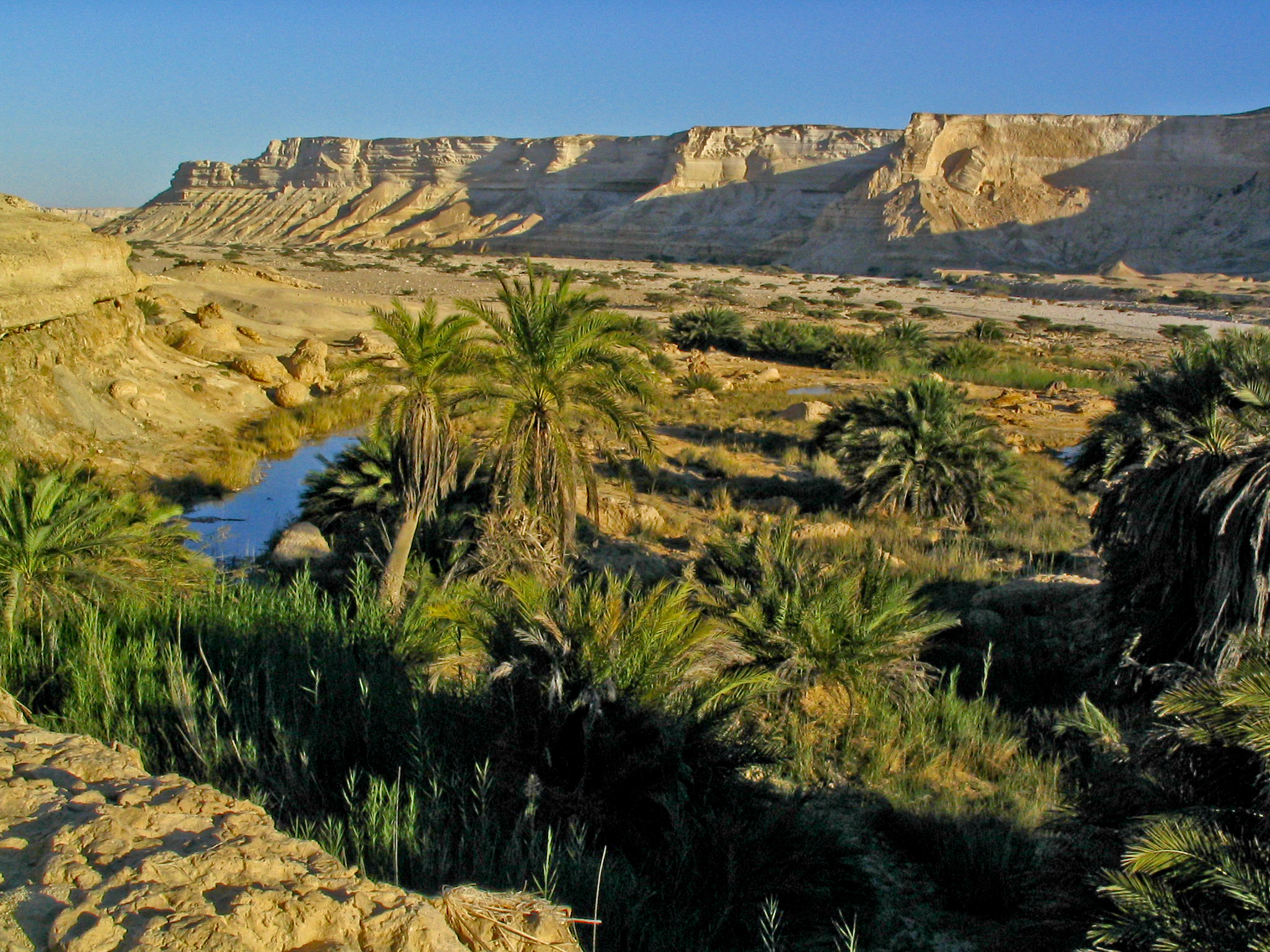
Ománi táj egy oázissal
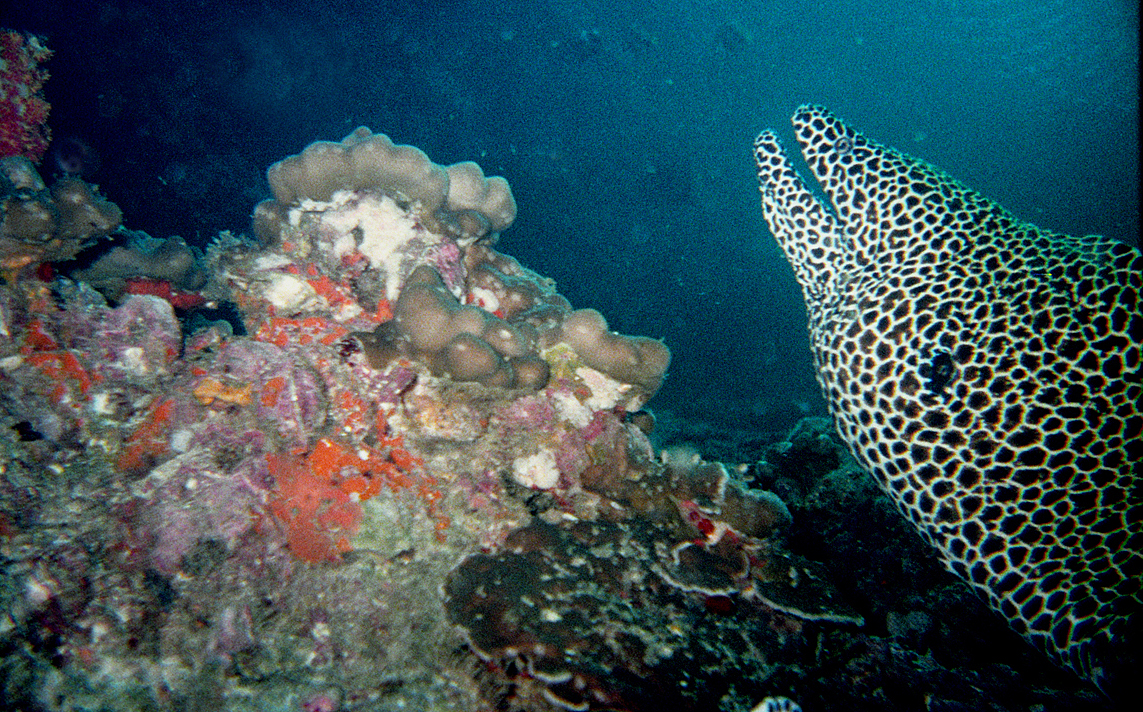
Muréna tengeri hal ( a kép jobb szélén)

### Vízrajz

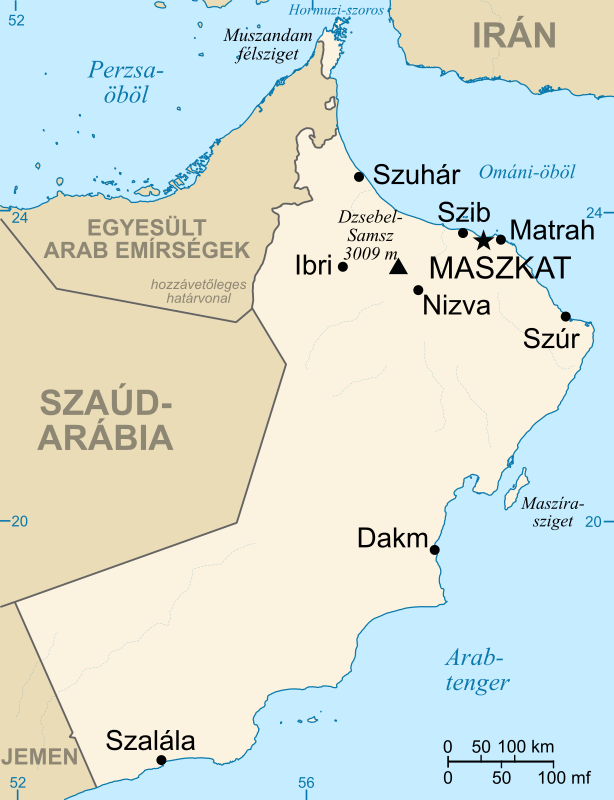

A csapadék kevés állandó vízfolyások kialakulásához. Ahhoz viszont elég, hogy az időnkénti felhőszakadások nyomán súlyos károkat okozó árvizek alakuljanak ki. Ezek pont a legsűrűbben lakott, mezőgazdaságilag leginkább hasznosított vidékeket sújtják. Omán déli részét, Salalah város környékét, nyáron eléri a monszun, így ott pár hónapra növényekben gazdaggá válik a táj.

### Éghajlat
Az időjárás nyáron rendkívül forró, ráadásul a tenger közelében a levegő páratartalma is magas. Az éves csapadékmennyiség a fővárosban 100 mm, a hegyvidéken van hely, ahol eléri a 640 mm-t. A hegyek általában esősebbek, mint a sűrűbben lakott parti síkság, de vannak évek, amikor teljesen elmarad a csapadék. Nyáron az ország sivatagos részein nem ritka az 50 °C feletti hőmérséklet. Ezeken a területeken a téli hónapokban is 30 °C feletti hőmérsékletek dominálnak, viszont Omán magasabban fekvő részein nyáron mérhető 30 °C körüli hőmérséklet. Az ország 2500-3000 méter feletti területein télen előfordulhat 0 °C alatti hőmérséklet, ritkán kisebb havazás.

### Élővilág, természetvédelem
Dél-Arábia jellegzetes sivatagi növény- és állatvilága közönséges Ománban is. A csapadékosabb hegyvidékeken bujább a növényzet, de ott is sivatagi jellegű. Őshonos emlősök: leopárd, hiéna, róka, farkas, és nyúl, nyársas antilop, kőszáli kecske, arab tahr nevű vadkecske. Madarak: keselyű, sas, gólya, túzok, fogoly, sólyom, nektármadárfélék.

#### Természeti világörökségei
Volt Ománban egy – az UNESCO által számontartott – természeti világörökség, a Wildlife Reserve in Al Wusta. Ez egy vadvédelmi terület volt, célja elsősorban az arab bejza megóvása. 2007-ben azonban törölték a listáról. E lépés oka az volt, hogy az ománi kormány a vadvédelmi területet eredeti kiterjedésének egytizedére csökkentette, miután olajat találtak a helyen.

## Történelem

Omán egykor jelentős területekkel rendelkezett (pirossal)

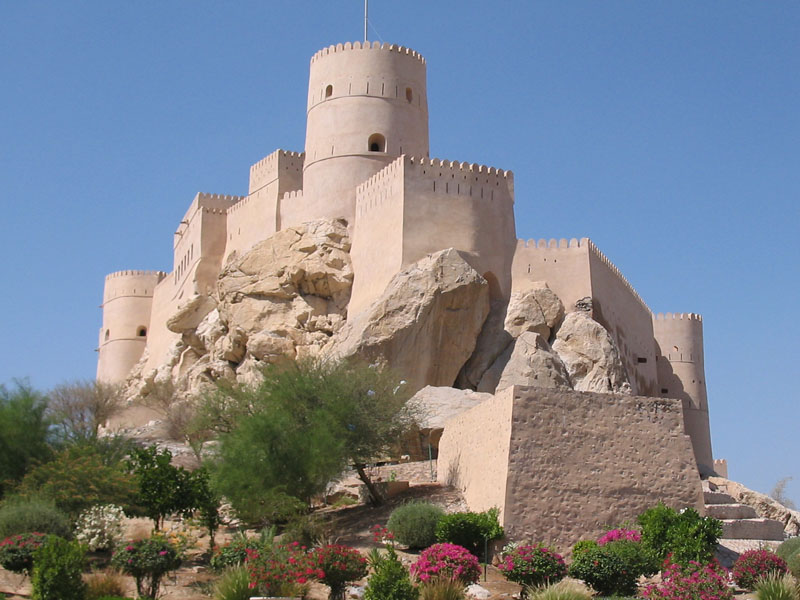
Nakhal erőd

A mai ország területének lakói már az időszámításunk előtt 4. évezredben magas szintre fejlesztették az öntözéses földművelést és a hajózást. Az i. e. 6. századtól az iszlám 7. századi érkeztéig Omán három iráni dinasztia birtokában volt, vagy befolyása alatt állt. Ezek: az achaimenida dinasztia, a pártusok és a szászánidák.
Az iszlám már Mohamed életében elterjedt Ománban. 634-ben területét az Arab Birodalomhoz csatolták és a 8. században a mai lakosok elődei, a háridzsiták saját imámjuk vezetésével függetlenné váltak. 1508-ban a portugálok jelentek meg és foglalták el. Maszkat 140 évig, 1508-tól 1648-ig volt a birtokukban, bár sokszor próbálták a portugál gyarmatosítókat kiverni az oszmán-törökök. Tengeri útjaik védelmében az európaiak megerősítették a várost, ahol máig fennmaradtak a gyarmati építészet emlékei. A portugál uralmat az Oszmán Birodalom váltotta fel 1650-ben.
A jelenlegi uralkodó dinasztia megalapítója, Ahmad ibn Szaíd 1741-ben vívta ki a terület függetlenségét, és egyesítette az országot, sőt elfoglalta Zanzibár szigetét is. 
A 19. század második felében az angolok vetették meg a lábukat a térségben, és 1891-ben védnökségi szerződést kényszerítettek a Maszkat és Omán Szultánságra, amelynek függetlensége csak formális lett. 1913-ban az ország belsejében élő törzsek fellázadtak az angol uralom ellen, és kikiáltották a független Ománi Imamátust. Ezt hétéves véres háború után ismerte el a partvidéki Maszkat és Omán szultánja, valamint Nagy-Britannia. 1951-ben Szaíd maszkati szultán csapatai, angol fegyveresek támogatásával, elfoglalták az imamátus egész területét. Szaíd uralma a sötét elmaradottság korszakát hozta. Általános volt a rabszolgaság, a szultán magánvagyonának tekintette az ország olajkincsét is. A trónörökös, Kábúsz, oxfordi tanulmányait befejezve, megpróbálta rávenni apját egy mérsékelt reformpolitika bevezetésére. Amikor kudarcot vallott, 1970-ben – az akkor 29 éves herceg, brit segítséggel – csendes puccsal megdöntötte apja hatalmát. 1970-ig az ország két részből állt, a Maszkat és Omán Szultánságból és az Ománi Imamátusból, melyet az új szultán uralkodása kezdetén egyesített.
Kábúsz 2020 elején utód nélkül halt meg, s az ománi örökösödési szabályok szerint utódját a családi tanács választotta ki – elfogadva az elhunyt uralkodó által borítékban hátrahagyott jelöltjét – Hajszam bin Tárik Ál Szaíd személyében.

## Államszervezet és közigazgatás
Az 1996-ban elfogadott alkotmány kétkamarás parlamentet és egyetemes szavazati jogokat vezetett ugyan be, a szultánság azonban abszolút monarchia maradt. A politikai pártok, a gyűlések és a kritikus sajtóhangvételek tiltva vannak, a parlamentnek pedig legfeljebb tanácsadói jogai vannak. A szultán egyúttal a hadsereg parancsnoka, a védelmi, a pénzügy- és a belügyminiszter.
A politikai hatalom erősen centralizált gyakorlása miatt Ománban nem történik meg a hatalmi ágak szétválasztása. Nincs fékek és ellensúlyok rendszere, a szultán uralja a kormányzat végrehajtó és törvényhozó ágát. Mindkét kamara, – a választott alsókamara (Majlis al-Shura) és a szultán által kinevezett felsőkamara (Majlis al-Dawla), – inkább konzultatív és jóváhagyó funkciókat tölt be.
1970 óta minden jogszabályt a szultán rendeletei hirdetnek ki, beleértve a 2021-es alaptörvényt is. A szultán nevezi ki a bírákat, és joga van kegyelmet adni vagy az ítéleteket megváltoztatni. A szultán személye sérthetetlen, és elvárja az akaratának való teljes alárendeltséget.
Bár elvileg az alaptörvény kimondja a bírói függetlenséget, a szultán hatalma kiterjed az igazságszolgáltatásra is. A szultán nemcsak a Legfelsőbb Igazságszolgáltatási Tanács, Omán legfelsőbb bírói szervének elnöke, hanem ő hagyja jóvá az ománi bíróságok összes bírájának kinevezését is.

### Közigazgatási beosztás

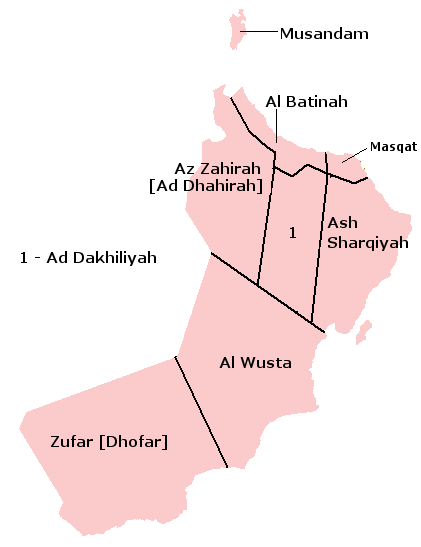

Az ország korábbi felosztása: 5 körzet és 3 kormányzóság:
- Körzetek: al-Batina, ad-Dahiliya, ash-Sharqiya, az-Zahira, al-Wusta.
- Kormányzóságok: Maszkat, Muszandam, Zofár.

2011-től az ország 11 kormányzóságra (muhafazah, arab: محافظة) oszlik:
- Ad Dakhiliyah
- Ad Dhahirah
- Al Batinah Észak (Šamāl al-Bāṭinah)
- Al Batinah Dél (Ǧanūb al-Bāṭinah)
- Al Buraimi
- Al Wusta
- Ash Sharqiyah Észak (Šamāl aš-Šarqīyah)
- Ash Sharqiyah Dél (Ǧanūb aš-Šarqīyah)
- Dhofar
- Masqat
- Musandam

A kormányzóságok alatt tartományok (wilayat arab: ولاية) vannak.

## Népesség

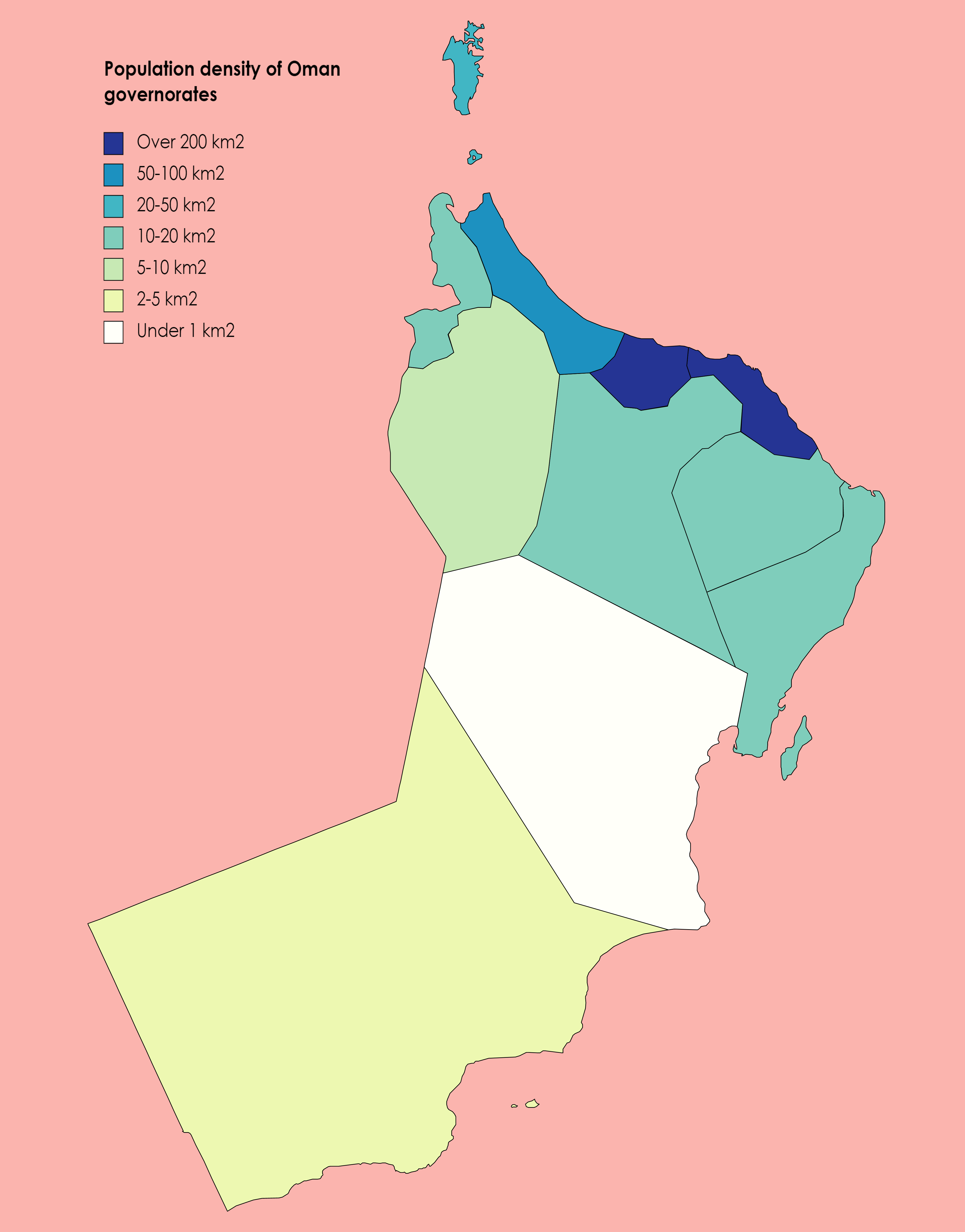
Omán népsűrűsége 2020-ban

2020-ra Omán lakossága meghaladta az ötmillió főt. A lakosság mintegy fele Maszkatban és a fővárostól északnyugatra fekvő Batinah nevű tengerparti síkságon él. Az omániak túlnyomórészt arab, beludzs és afrikai származásúak.

### Népességének változása
| Lakosok száma | 551 737 | 642 005 | 776 379 | 1 032 772 | 1 430 680 | 1 885 036 | 2 177 723 | 2 389 121 | 2 663 224 | 4 829 480 |
|               | 1960    | 1966    | 1972    | 1978      | 1984      | 1991      | 1997      | 2003      | 2009      | 2018      |

### Általános adatok
- Városi lakosság aránya (2020-ban): 87%.

### Nyelvi megoszlás
Az országban a hivatalos nyelv az arab. Az angolt széles körben beszélik az üzleti életben, és már kiskortól kezdve tanítják az iskolákban. A turisztikai területeken és főutakon a legtöbb tábla megjelenik arabul és angolul is.
A nagyszámú bevándorlók főleg az urdut, a beludzsit, a hindít és más indiai nyelveket beszélik.

### Etnikai megoszlás
A CIA alapján a lakossága elsősorban arabokból áll, de jelentős a beludzsok, dél-ázsiaiak (indiaiak, pakisztániak, srí lankaiak, bangladesiek) száma, továbbá van egy afrikai eredetű kisebbség.

### Vallási megoszlás
A népesség túlnyomó része muszlim (főleg ibadita és szunnita, kis részben síita). A maradék a bevándorlók közül kikerülő hindu, keresztény és egyéb vallású.
A vallási megoszlás 2020 táján: muszlim kb. 86%, keresztény 6,5%, hindu 5,5%, buddhista 0,8%, egyéb.

## Gazdaság
Regionális mércével mérve Omán gazdasága viszonylag diverzifikált, de továbbra is a kőolajexporttól függ.
A gazdaság alapja a térség többi országához hasonlóan a kőolaj, de a halászat és a gazdálkodás aránya relatíve magasabb, mint a környező országokban.

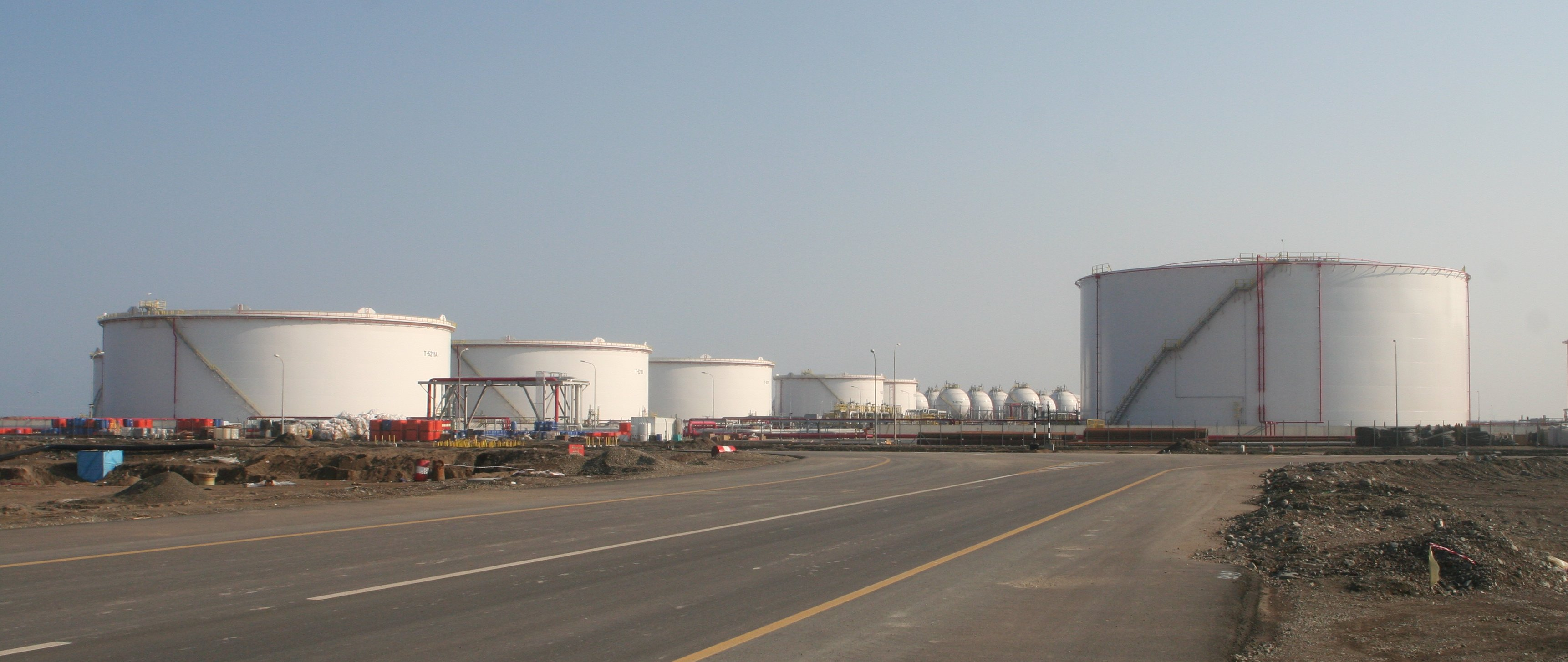
Kőolajtartályok Szuhar mellett

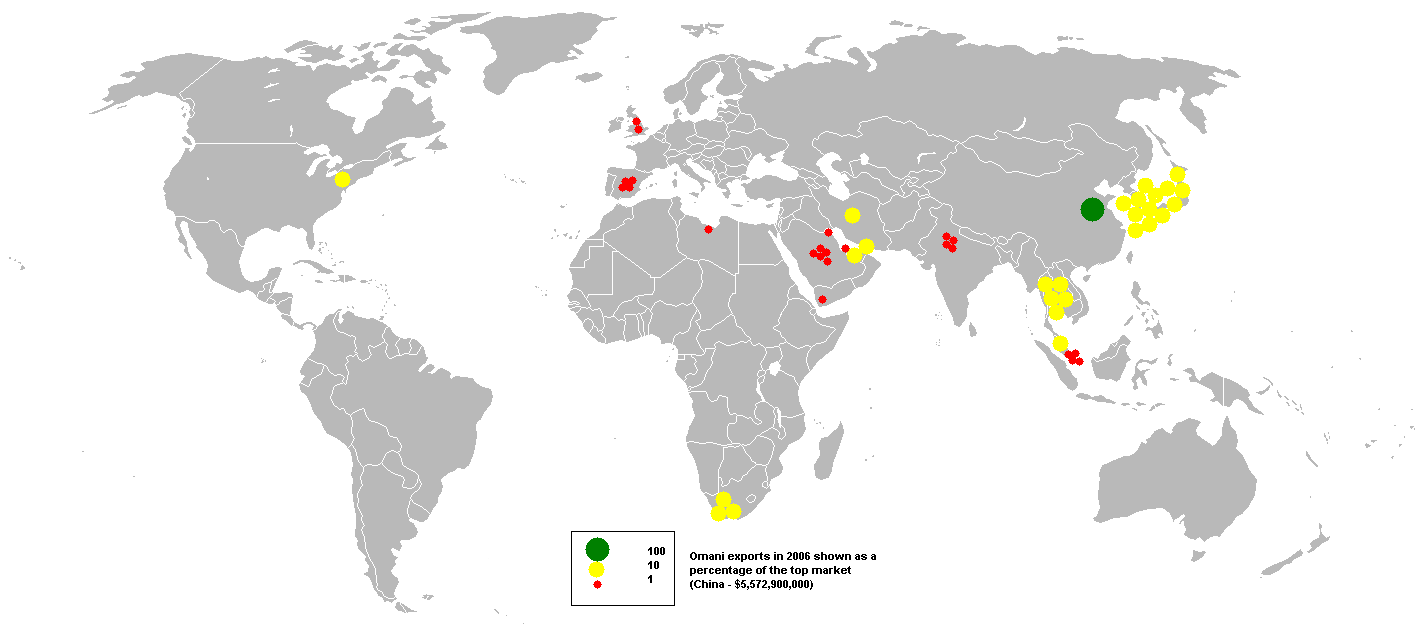
A világ országaiba irányuló ománi export nagysága 2006-ban. A kivitelben a legfontosabb partnere Kína és Japán

Az Öböl Menti Együttműködési Tanács tagja.

### Gazdasági ágazatok

#### Mezőgazdaság
A lakosság nagy részének nyújt a mezőgazdaság megélhetést, de az ország területének kevesebb mint 1%-a alkalmas művelésre a vízhiány miatt. Datolyát, banánt, citromot és zöldséget termesztenek, valamint tevéket és szarvasmarhákat tenyésztenek.
Jelentős még a halászat (főként szardínia, makréla, tonhal, homár).

#### Ipar
Gazdaságának alapja a kőolaj-, földgáz- és rézbányászat. Jellemző iparágai a kőolaj-finomítás, a tengervíz-sótalanítás, a színesfémkohászat, a cementgyártás és a hagyományos kézműipar.

#### Külkereskedelem
- Exportcikkek: kőolaj, földgáz, finomított kőolaj, műtrágya, vasáruk
- Importcikkek: gépek, járművek, iparcikkek, élelmiszerek, élőállat, kenőanyagok.

Főbb kereskedelmi partnerek 2019-ben: 
- Export:  Kína 46%, India 8%, Japán 6%, Dél-Korea 6%, Egyesült Arab Emírségek 6%, Szaúd-Arábia 5%
- Import:  Egyesült Arab Emírségek 36%, Kína 10%, Japán 7%, India 7%, Egyesült Államok 5%

### Egyéb gazdasági ágazatok
A turizmus ágazata gyorsan növekszik.

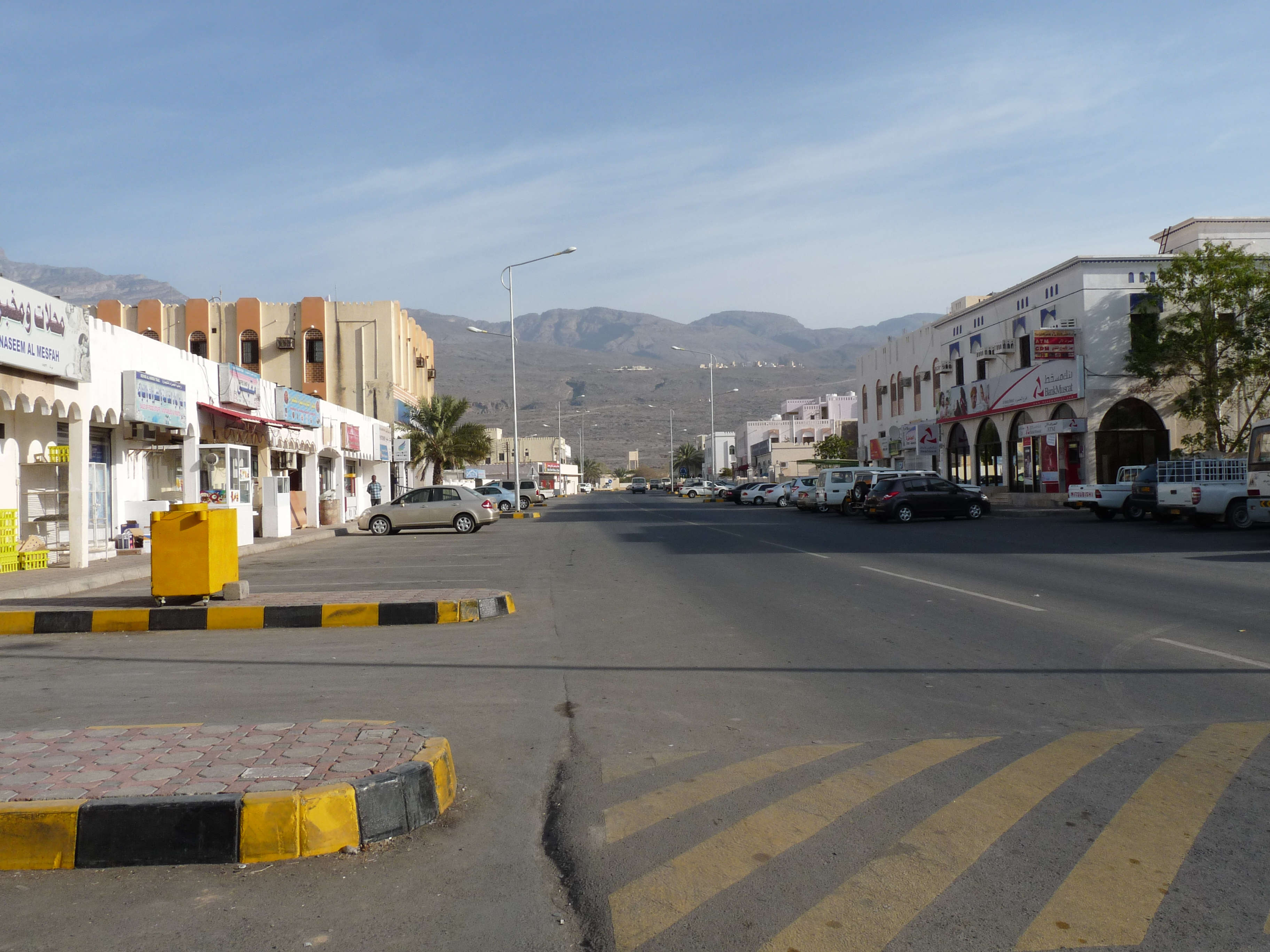
Al-Hamra egy utcája

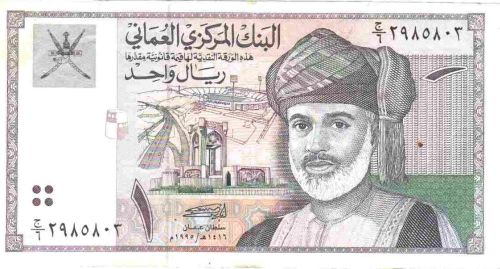
1 ománi riálos bankjegy Kábúsz szultán portréjával, az 1995-ös sorozatból.
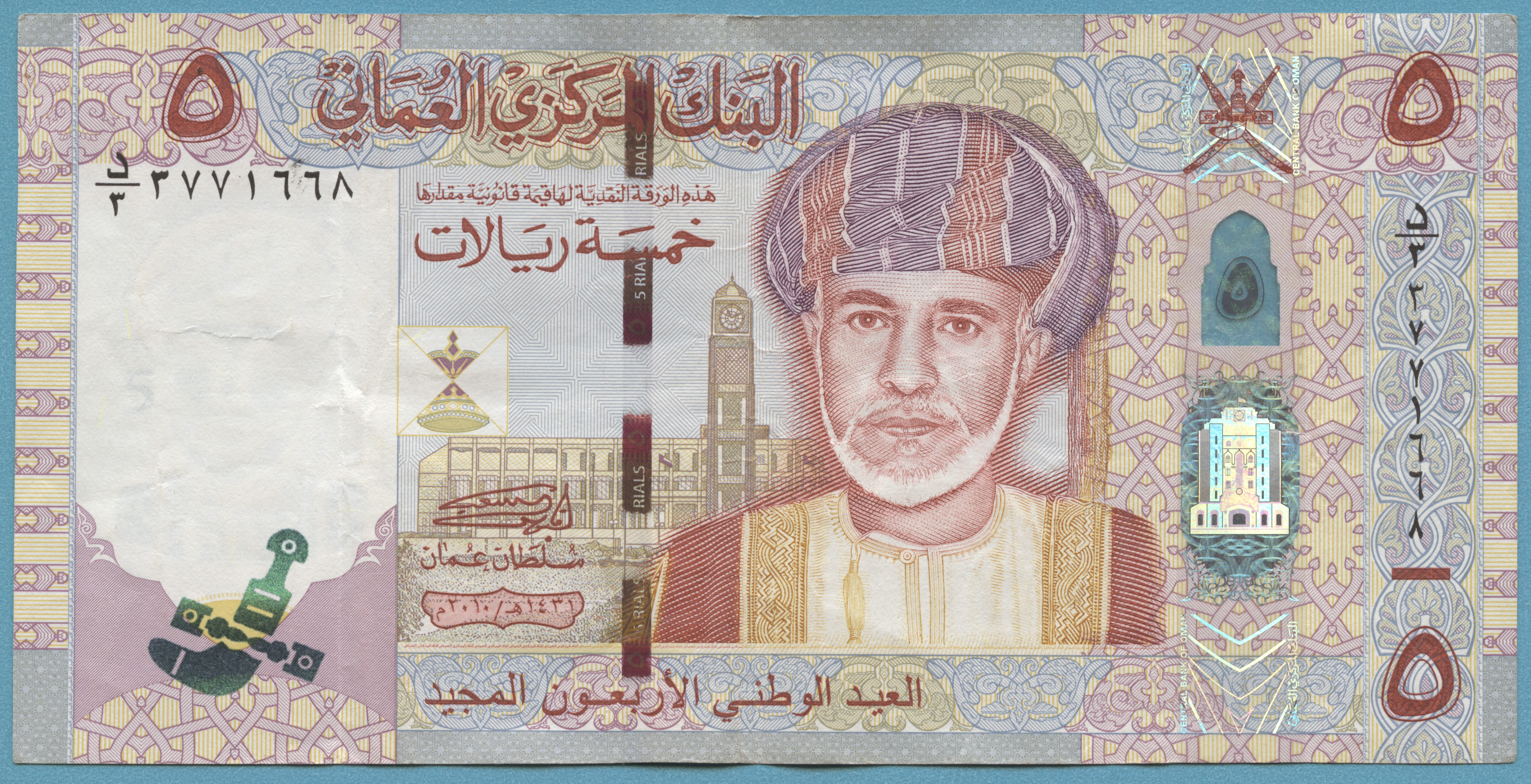
5 ománi riálos bankjegy Kábúsz szultán portréjával, a 2010-es sorozatból.

## Közlekedés

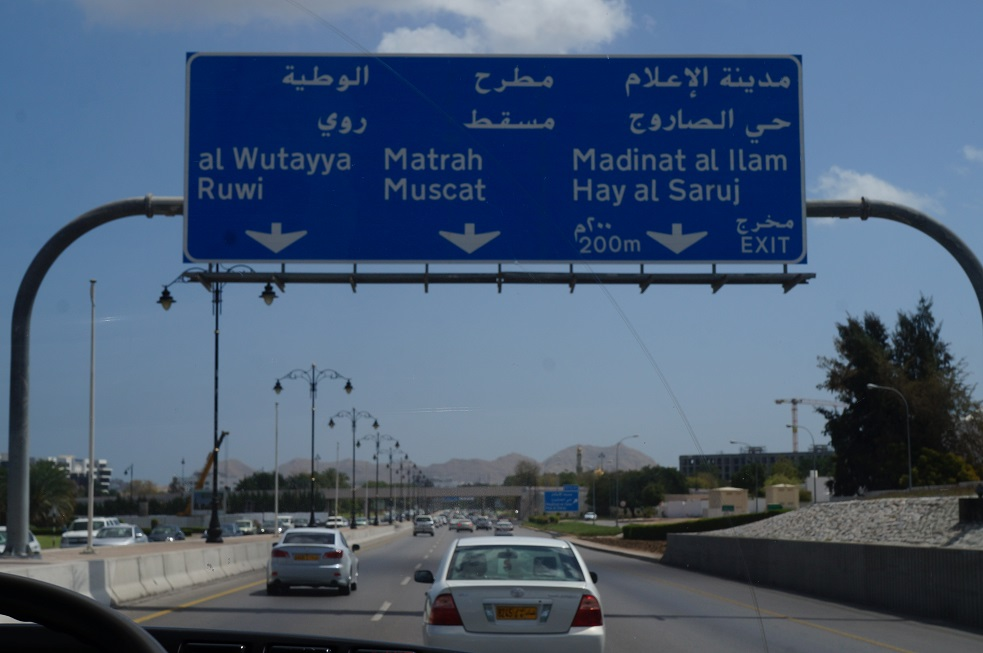
Egy főút

A közúthálózat hossza 34 965 km, a kikötők száma 3, a repülőtereké 139, ebből 3 nemzetközi.

### Szárazföldi
A tömegközlekedési eszközök az országon belül ritkák, közlekedni leginkább taxival lehet.
A jó minőségű úthálózat ellenére sok a közúti baleset.
A 2020-as évek elején nincsenek jelentősebb vasutak, de néhányat terveznek, a szomszédos országokba tartó kapcsolattal.

### Légi
A főbb repülőterek Maszkat és Szalála városok mellett találhatók.
Az ománi állam légitársasága az Omán air

### Vízi
Fő kikötők:
- Ománi-öböl: Al Wajajah, Muttrah, Mina al Fahal, Sohar
- Arab-tenger: Salalah, Duqm, Mina' Raysut

## Telekommunikáció
| Hívójel prefix | A4 |
| ITU zóna       | 39 |
| CQ zóna        | 21 |

## Kultúra

### Oktatási rendszer
Híres egyetemük a Sultan Quaboos University (Kábúsz szultán), ahol magyar oktatók is tartanak előadásokat.[forrás?]
A 21. század elején az ország lakosságának közel 20%-a volt írástudatlan.

### Kulturális intézmények
Ománban sok kulturális intézmény van, például a Nemzeti Operaház, a körzetben ez az egyetlen operaház, A magyar operaházból is léptek fel előadók.

#### Kulturális világörökség
Bár Omán vidéke az Európa központú történelemszemléletből kiesik, régi magaskultúrák földje az. Ez a tény tükröződik abban, hogy aránylag sok itt a világörökséggé nyilvánított emlék:
- Bahlá erődje;
- Bát, al-Hutm és al-Ajn régészeti lelőhelyei (bronzkori települések);
- A tömjén földje;
- Afládzsi öntözőrendszer.

### Gasztronómia
Az ománi konyha a keleti arab gasztronómia része, amelyre hatással voltak más arab nemzetek konyhái, illetve a pakisztáni, iráni, indiai, afrikai, több ázsiai, sőt kissé az európai mediterrán gasztronómia is.
Omán évszázadokon át hatalmas forgalmat bonyolított le a fűszerkereskedelemmel, ennél fogva fűszeres, gyógynövényes és fűszeres pácolással (ún. marinálással) készült ételek igen gazdag választékát találjuk itt.
A legtöbb étel alapja ugyanakkor a bárány-, baromfi- és halhús, valamint rizs. A sertéshúsnak a behozatala, sőt még a nem muszlim vallásúaknak az Omán területén történő fogyasztása is szigorúan tilos.
A kávé nemzeti ital, míg a tea a vendéglátás elmaradhatatlan kelléke.
A helyi étkezésben általában nem jellemző a reggeli, az ebéd a legfőbb étkezés, amit napközben fogyasztanak. A vacsora igen szerény, leginkább könnyebb fogásokból áll.
Egy-egy vidéknek megvannak a maga jellegzetességei Ománban, de mindenütt gyakoriak a levesek, úgy a csirke- és bárányhúsleves, valamint a zöldségleves (pl. füstölt padlizsánleves). A fűszerek közül az indiai curry nagyon elterjedt Ománban is.

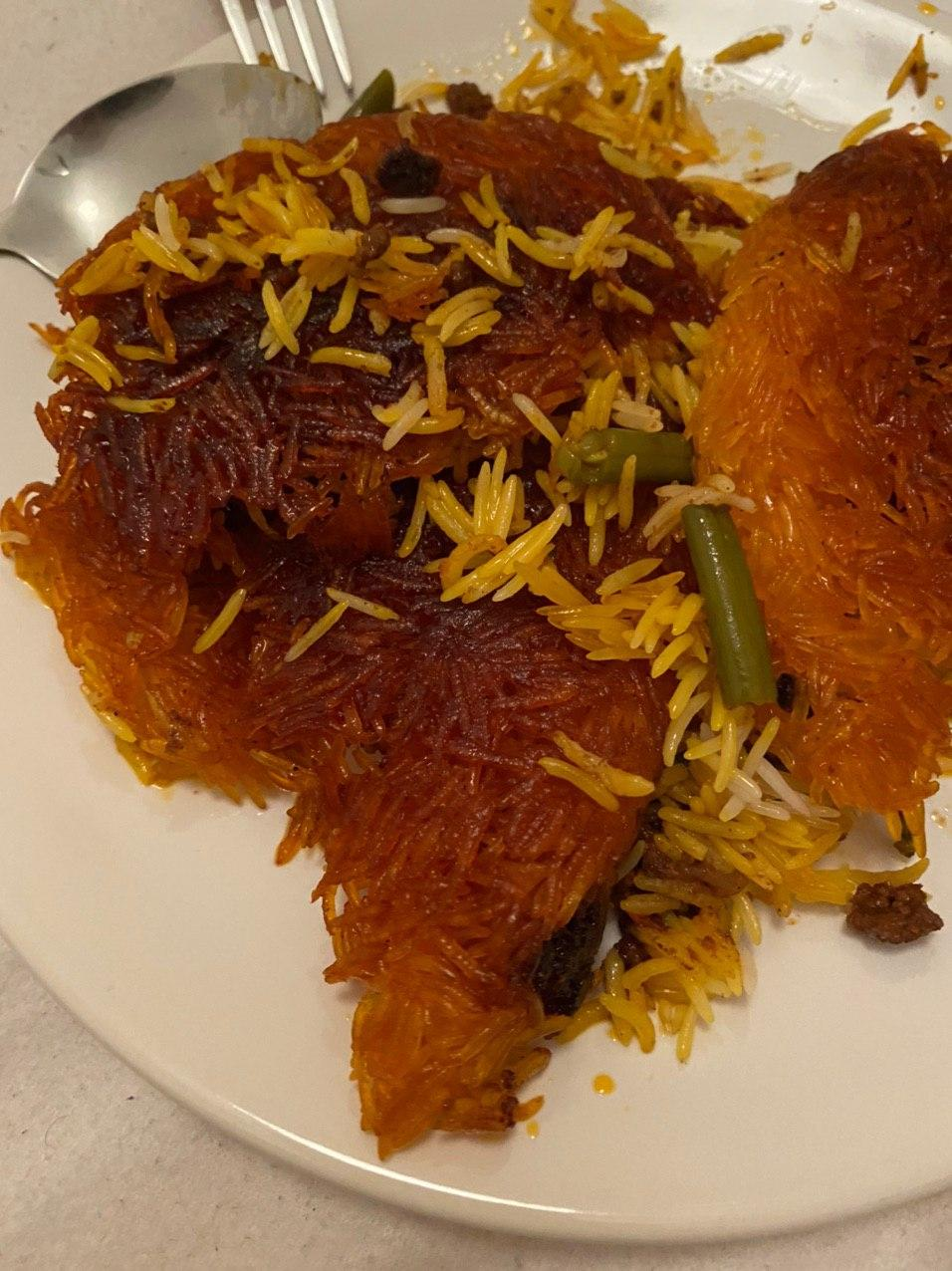
Ománi piláf babbal
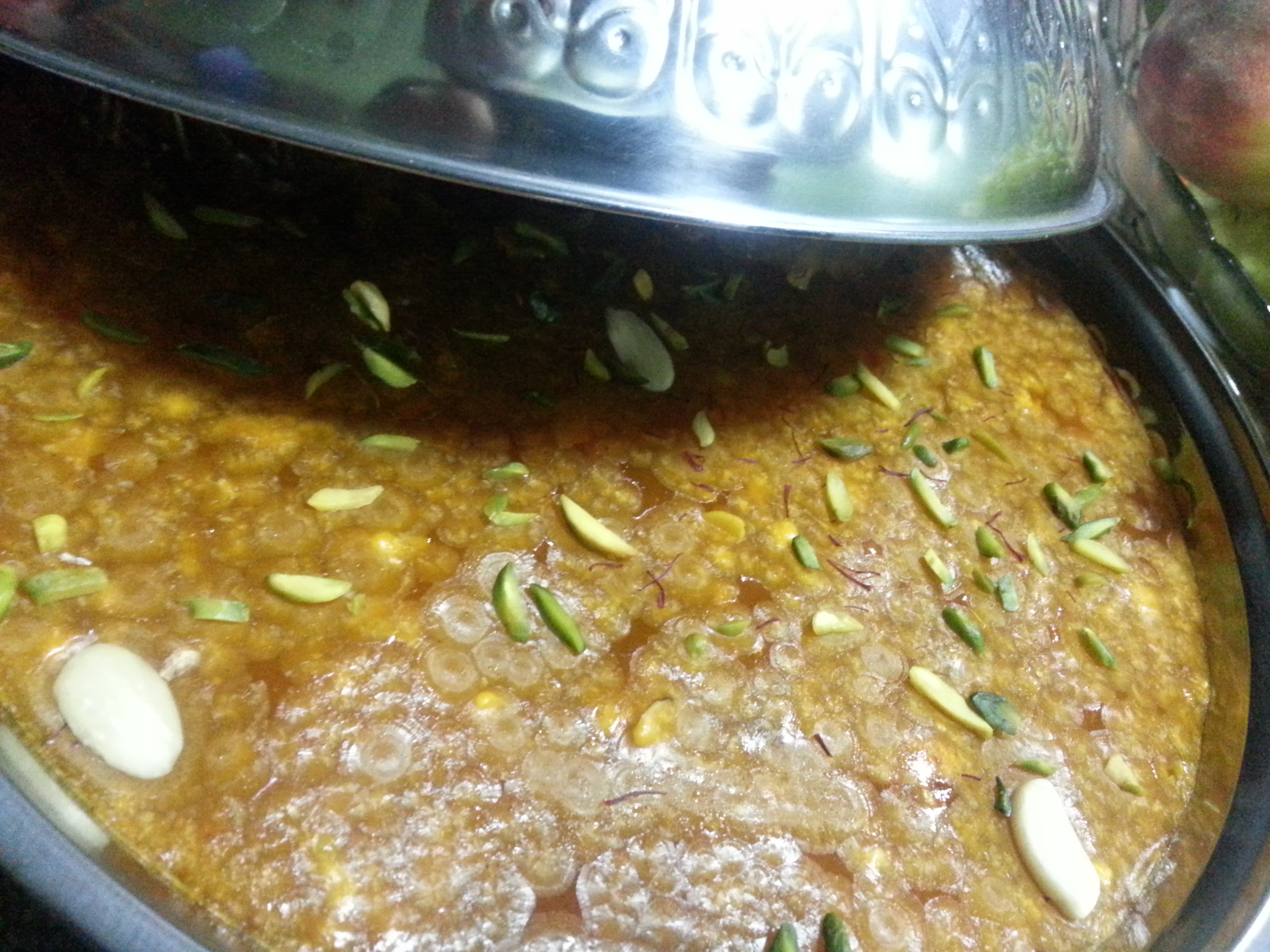
Halwa
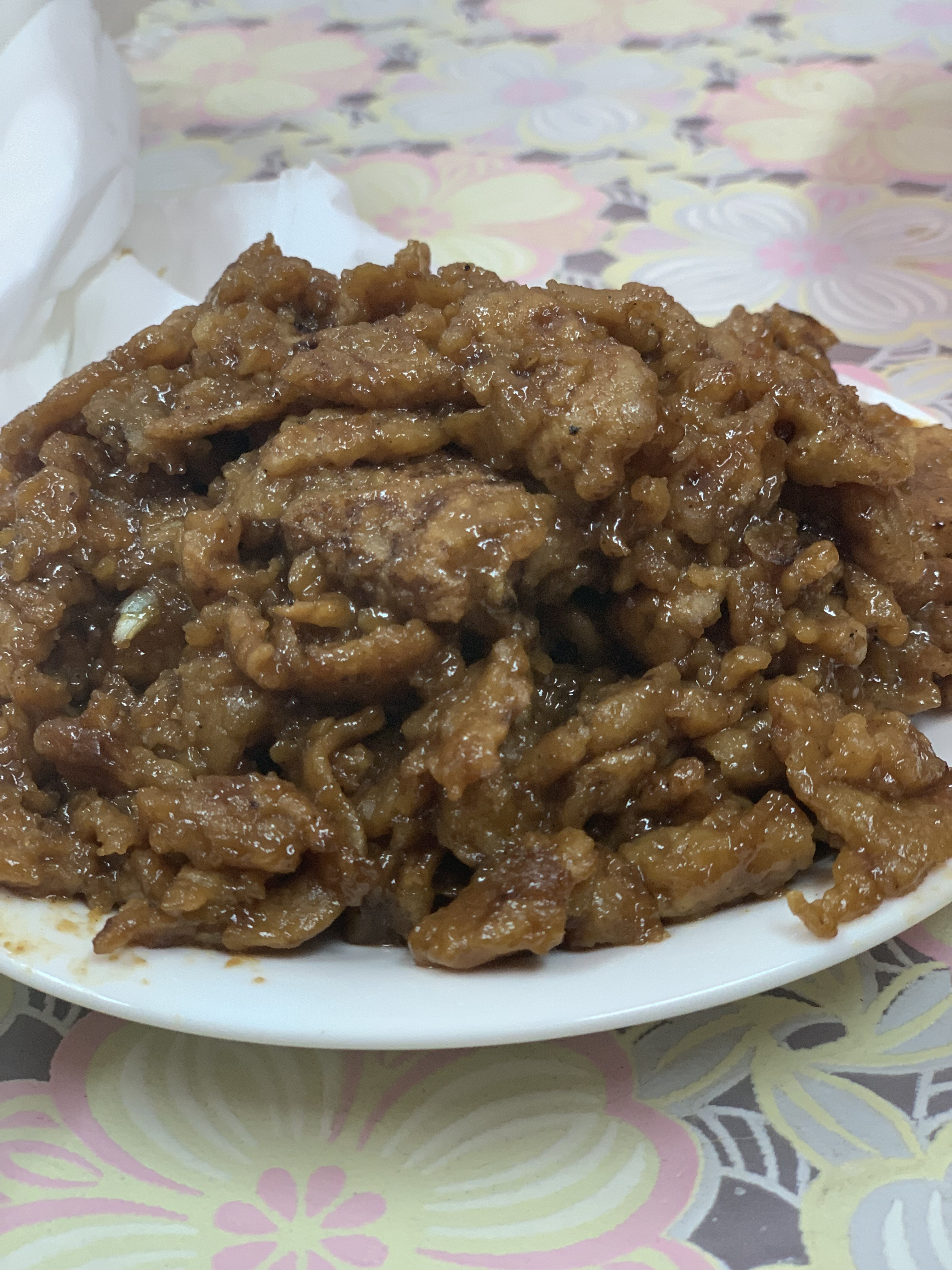
Hagyományos ománi különlegesség, amely datolyából és mézből készül, a neve mahfúsza

## Turizmus
Omán a kalandturizmus egyik úti célja. Az ökoturizmus is növekszik. 
Az ománi irodák sivatagi terepjárós túrákat és hegyvidéki barangolásokat is kínálnak. 

## Sport
Omán hagyományos sportágai a dhow vitorláshajó-verseny, a lóverseny, a teveverseny és a solymászat. A labdarúgás, a kosárlabda , a vízisí és a homokdeszkázás (sandboarding)  azon sportok közé tartoznak, amelyek főleg a fiatalabb generáció körében váltak népszerűvé. Elsősorban a dél-ázsiai bevándorlóknak köszönhetően a 21. század első felétől kezdve népszerűvé vált a krikett is, amelyben az ománi válogatott ma már világszinten is jelentős eredményeket képes elérni, többek között egyike azon 20 válogatottnak, amelyek ENN-státusszal is rendelkeznek.

## Ünnepek
A legnagyobb vallási ünnep Ománban is a Ramadán, és a böjtöt lezáró három napos ünnep, az Eid Al-Fitr.
Az iszlám újév és Mohamed próféta születésnapja szintén kiemelkedő jelentőségű. A nem vallási ünnepek közül a Nemzeti Nap, a Szultán Születésnapja a legfontosabb ünnep (nov. 18.).
| Dátum               | Ünnep                                           |
| ------------------- | ----------------------------------------------- |
| 1 Muharram          | iszlám újév                                     |
| 12 Rabi'-ul-Awwal   | Maulid (A Próféta születésnapja)                |
| 27 Rajab            | Iszra’ wal-Ma’radzs (A Próféta mennybemenetele) |
| 1-3 Shawwal         | A ramadán vége (3 napos)                        |
| 10-13 Dhu al-Hijjah | Eid al-Adha (Áldozati ünnep) (4 napos)          |
|                     |                                                 |
| Január 1            | Újév                                            |
| Július 23           | Reneszánsz nap                                  |
| November 18         | Nemzeti ünnep                                   |